# Reserva Natural do Suriname Central
A Reserva Natural do Suriname Central foi criada em 1998 pela Conservation International e pelo governo do Suriname. Foi declarada Património Mundial da Unesco em 2000 pela riqueza do seu ecossistema.
A Reserva Natural do Suriname Central compreende 1,6 milhões ha de floresta tropical no centro-oeste do Suriname. Protege a bacia do rio Coppename e as nascentes dos rios Lucie, Oost, Zuid, Saramaccz e do Gran Rio. As suas florestas de montanha e de planície contém uma alta diversidade de plantas, com mais de 5000 plantas vasculares descobertas até à data. Os animais da reserva, típicos da zona, incluem o jaguar, o tatu (dasipodídeos; clamiforídeos), a lontra gigante do rio, o tapir, a preguiça, oito espécies de primatas e 400 espécies de aves, incluindo a harpia, o galo-da-serra e a araracanga.

## Ligações Externas
- (em inglês) Conservation International - Reserva Natural do Suriname Central
- (em inglês) Unesco - Reserva do Suriname Central

1. ↑  «Redalyc.O Escudo Guianês: um patrimônio natural para preservar». scholar.googleusercontent.com. Consultado em 25 de setembro de 2024